# مودستو (کالیفرنیا)
مودستو (به انگلیسی: Modesto) شهری در شهرستان استانیسلاس، کالیفرنیا ایالت کالیفرنیا است که در سرشماری سال ۲۰۱۰ میلادی، ۲۰۱۱۶۵ نفر جمعیت داشته‌است.